# Tamariner
Tamariner (Saguinus) er en slægt af egernaber. Den omfatter cirka 15 arter, der lever i det sydlige Mellemamerika og i det nordlige Sydamerika. De er nært beslægtet med løveaberne i slægten Leontopithecus.

## Udbredelse
De fleste tamariner lever i amazonbækkenet i Sydamerika, fra det østlige Ecuador og det nordlige Bolivia til ind i det nordøstlige Brasilien. En isoleret gruppe, bl.a. hvidtoppet tamarin, lever derimod i Panama og det nordvestlige Colombia. De foretrækker tropiske regnskove og åbne skovområder.

## Udseende
Mange arter har moustache-agtig hårvækst i ansigtet. Kroppen varierer i størrelse fra 13 til 30 centimeter. Dertil kommer en 25 til 44 cm lang hale. Vægten er fra 220 til 900 gram. Tamariner adskiller sig fra silkeaber især ved i underkæben at have hjørnetænder, der er tydeligt længere end fortænderne.

## Levevis
Tamariner er dagaktive og trælevende. De løber og springer hurtigt gennem træerne og lever sammen i flokke på til 40 dyr, bestående af en eller flere familier. Normalt er flokken dog kun på tre til ni medlemmer.
De er altædende og lever af frugt og anden planteføde såvel som edderkopper, insekter, små hvirvelløse dyr og fugleæg.
Drægtighedsperioden er typisk 140 dage og hunnen føder som regel tvillinger. De voksne hanner samt halvvoksne og unge individer i gruppen tager sig af pasningen af ungerne, der kun bringes til moren når de skal die. Efter omkring en måned begynder ungerne at indtage fast føde, men fravænnes først helt efter to eller tre måneder. De bliver kønsmodne i deres andet leveår. Tamariner er næsten udelukkende polyandriske, det vil sige hunnen parrer sig med flere hanner. Hvis der er flere hunner i flokken, er det normalt kun den dominante hun, der parrer sig med hannerne. Ægløsningen hos de øvrige hunner undertrykkes.

## Arter
Arterne i slægten Saguinus:
- Sortkappet tamarin, Saguinus nigricollis
- Brunrygget tamarin, Saguinus fuscicollis
- Saguinus melanoleucus
- Gyldenkappet tamarin, Saguinus tripartitus
- Skægtamarin, Saguinus mystax
- Rødbuget tamarin, Saguinus labiatus
- Kejsertamarin, Saguinus imperator
- Rødhåndet tamarin, Saguinus midas
- Sort tamarin, Saguinus niger
- Saguinus inustus
- Tofarvet tamarin, Saguinus bicolor
- Martins tamarin, Saguinus martinsi
- Hvidfodet tamarin, Saguinus leucopus
- Paryksilkeabe (hvidtoppet tamarin), Saguinus oedipus
- Geoffreys tamarin, Saguinus geoffroyi